# Beata Augustyńska
Beata Małgorzata Augustyńska – polska biolog, dr hab. nauk medycznych, profesor uczelni Instytutu Kultury Fizycznej Uniwersytetu Kazimierza Wielkiego.

## Życiorys
23 czerwca 1999 obroniła pracę doktorską Desialowana transferyna (CDT) i wybrane białka surowicy krwi jako wskaźniki biochemiczne nadużywania alkoholu i utrzymywania abstynencji u mężczyzn uzależnionych od alkoholu, 30 listopada 2012 habilitowała się na podstawie pracy zatytułowanej Dysfunkcja wątroby uzależnionych od alkoholu kobiet i mężczyzn - obraz kliniczny, wskaźniki biochemiczne, wspomaganie diagnozy i leczenia. Została zatrudniona na stanowisku adiunkta i kierownika w Katedrze i Zakładzie Biochemii na Wydziale Lekarskim Collegium Medicum im. Ludwika Rydygiera w Bydgoszczy Uniwersytetu Mikołaja Kopernika w Toruniu.
Awansowała na stanowisko profesora nadzwyczajnego w Instytucie Kultury Fizycznej na Wydziale Kultury Fizycznej, Zdrowia i Turystyki Uniwersytetu Kazimierza Wielkiego.
Jest profesorem uczelni w Instytucie Kultury Fizycznej Uniwersytetu Kazimierza Wielkiego.